# Paul Mitchell
Pour les articles homonymes, voir Mitchell.
Paul Mitchell, né le 14 novembre 1956 et mort le 15 août 2021, est un homme politique américain, élu représentant du Michigan à la Chambre des représentants des États-Unis lors des élections de 2016.

## Biographie

### Carrière et premiers engagements politiques
Paul Mitchell grandit à Waterford Township dans le Michigan. Diplômé de l'université d'État du Michigan en 1978, il travaille pendant 20 ans au Ross Medical Education Center (en). En 2004, il achète la société avec deux partenaires et en prend la direction.
En 2013, il crée un super PAC (Pure PAC) pour empêcher l'élection du démocrate Gary Peters au Sénat des États-Unis. L'année suivante, il songe à se présenter au Sénat du Michigan mais est finalement candidat à la Chambre des représentants des États-Unis dans le 4e district du Michigan. Durant la primaire républicaine, il dépense plus de 3,5 millions de dollars mais il est battu par le sénateur John Moolenaar, soutenu par le Tea Party. Il prend ensuite la tête de la Faith and Freedom Coalition (en),.
En 2015, il est l'un des principaux opposants à la proposition 1, rejetée à 80 % par les électeurs, qui prévoyait d'augmenter les taxes pour financer la construction de routes et d'infrastructures.

### Représentant des États-Unis
Toujours en 2015, Mitchell déménage dans le comté de Lapeer pour se présenter dans le 10e district, où la sortante Candice Miller ne se représente pas. Le district, qui comprend le pouce du Michigan et les banlieues nord de Détroit, est favorable aux républicains. Durant la campagne des primaires, il prête 2,5 millions dollars de sa fortune personnelle à sa campagne tandis que son plus proche adversaire, Phil Pavlov, ne lève qu'environ 360 000 dollars,. Il fait diffuser des publicités dans lesquelles il se présente comme un outsider à Washington. Il remporte la primaire républicaine avec 37 % des suffrages face aux sénateurs Pavlov (28 %) et Alan Sanborn (16 %), au représentant Anthony Forlini (10 %) et à l'ancien militaire David VanAssche (9 %). Le 8 novembre 2016, il est élu représentant avec 63 % des voix devant le démocrate Frank Accavitti.
Lors des élections de 2018, il est réélu avec plus de 60 % des suffrages. L'année suivante, il annonce qu'il ne sera pas candidat à un troisième mandat. Il explique sa décision par sa volonté de passer plus de temps avec sa famille et critique l'atmosphère régnant à Washington, où selon lui la rhétorique et les jeux politiques l'emportent sur le politique,.
Durant son mandat, Paul Mitchell vote à 95 % avec l'administration Trump, notamment pour l'abrogation de l'Obamacare et en faveur de la réforme des impôts de 2018. D'un point de vue local, le Detroit Free Press note qu'il a œuvré pour le maintien des crédits alloués à la Great Lakes Restoration Initiative, que le président Trump souhaitait supprimer, et pour l'ouverture d'une nouvelle écluse à Sault Sainte Marie.
Le 14 décembre 2020, Mitchell annonce qu'il quitte le Parti républicain, dénonçant le refus de Donald Trump et du parti d'accepter la victoire de Joe Biden à l'élection présidentielle. Dans sa lettre de démission, il demande à ses collègues républicains de ne pas aider Trump à « endommager notre démocratie à long terme » et ajoute que « c'est inacceptable que des candidats politiques traitent notre système électoral comme celui d'un pays du tiers-monde et incitent à la méfiance vis-à-vis d'une chose aussi basique que le caractère sacré de notre vote ».